# 三重県道707号南藤原竹川線
三重県道707号南藤原竹川線（みえけんどう707ごう みなみふじわらたけがわせん）は三重県多気郡明和町内を通る一般県道である。
沿線には水田が広がり、農道のような景観を呈する。

## 概要

### 路線データ
- 起点：多気郡明和町南藤原
- 終点：多気郡明和町竹川
- 総延長：5,838m
- 路線認定：1959年（昭和34年）1月25日[1]
- 重複区間：なし

## 地理

### 通過する自治体
- 三重県多気郡明和町

### 接続する道路
- 三重県道705号大淀東黒部松阪線：起点
- 国道23号（南勢バイパス）：多気郡明和町養川（養川交差点）
- 三重県道60号伊勢松阪線：多気郡明和町前野（前野交差点）
- 三重県道428号伊勢小俣松阪線：終点

### 沿線
- JA多気郡 下御糸支店
- 明和町立
  - 下御糸小学校
  - 上御糸小学校
- 祓川（はらいがわ）
- 斎宮歴史博物館

## 参考資料
- 『県別マップル24 三重県道路地図』（昭文社、2009年3版1刷発行、ISBN 978-4-398-62474-1 、52,54ページ）